# Fremont (Wisconsin)
Fremont es una villa ubicada en el condado de Waupaca en el estado estadounidense de Wisconsin. En el Censo de 2010 tenía una población de 679 habitantes y una densidad de población de 218,11 personas por km².

## Geografía
Fremont se encuentra ubicada en las coordenadas 44°15′36″N 88°52′13″O / 44.26000, -88.87028. Según la Oficina del Censo de los Estados Unidos, Fremont tiene una superficie total de 3.11 km², de la cual 2.67 km² corresponden a tierra firme y (14.14%) 0.44 km² es agua.

## Demografía
Según el censo de 2010, había 679 personas residiendo en Fremont. La densidad de población era de 218,11 hab./km². De los 679 habitantes, Fremont estaba compuesto por el 98.67% blancos, el 0.15% eran afroamericanos, el 0% eran amerindios, el 0.44% eran asiáticos, el 0.15% eran isleños del Pacífico, el 0.15% eran de otras razas y el 0.44% pertenecían a dos o más razas. Del total de la población el 2.06% eran hispanos o latinos de cualquier raza.